# Comtat de Morton
|  | Per a altres significats, vegeu «Comtat de Morton (Kansas)». |

Morton és un comtat de l'estat nord-americà de Dakota del Nord. Segons el cens del 2020 tenia 33.291 habitants, essent el sisè comtat més poblat de Dakota del Nord. La seva seu de comtat és Mandan. El comtat de Morton està inclòs a l' àrea estadística metropolitana de Bismarck, ND.

## Història
El comtat fou creat el 8 de gener de 1873 per la legislatura del Territori de Dakota, incloent territori que no havia estat inclòs anteriorment en cap comtat. L'organització del comtat no es va completar en aquell moment, però el nou comtat no estava adscrit a cap altre comtat per a afers administratius o judicials. La seva organització es va acabar el 5 de novembre de 1878. Va rebre el nom d'Oliver Hazard Perry Throck Morton (1823-1877), governador d'Indiana durant la Guerra Civil i més tard senador dels Estats Units. El 10 de febrer de 1879 se n'escindiren parts , fet que va provocar que el comtat no estigués totalment organitzat.  Això va durar fins al 28 de febrer de 1881, quan l'organització es completà. Els límits del comtat s'ajustaren el 1881 i el 1887. El 1916 una part del comtat de Morton s'escindí per crear el comtat de Grant, establint la configuració actual dels límits del comtat de Morton.
Després que la companyia Northern Pacific Railroad anunciés la ubicació de l'accés occidental al seu pont del riu Missouri, aparegué un nou assentament el desembre del 1878. Inicialment, l'oficina de correus dels EUA va designar l'assentament de la vora del riu "Morton" després del comtat corresponent. L'oficina de correus de Morton es va traslladar més tard al centre de la ciutat 3 milles a l'oest. El comtat es va reorganitzar el 1881 després que la terra aïllada fos retornada al comtat de Morton per la legislatura de 1881. La ciutat, finalment rebatejada Mandan, fou designada seu del comtat.
La ruta de Dakota Access Pipeline (DAPL) de 1.172 milles de llargada que es va presentar a les seves sol·licituds de permís finals a partir del setembre de 2014 inclouria una part de 72 milles que havia de travessar el comtat de Morton. El comtat esdevingué en un focus de protestes de DAPL l'abril de 2016. L'agost de 2016, la tribu sioux Standing Rock (SRST) va presentar una ordre judicial contra el Cos d'Enginyers de l'Exèrcit dels Estats Units (USACE) tractant d'aturar-ne la construcció. En la seva decisió de 58 pàgines del jutge de districte dels Estats Units James E. Boasberg mostra que la tribu no va participar en el procés de USACE i Energy Transfer Partners (ETP) per abordar les queixes de les tribus. A més, la tribu no va citar la por a la contaminació de l'aigua a l'ordre judicial. La sol·licitud d'intervenció fou denegada i també fallà el recurs. El 28 de setembre del 2016 Amnistia Internacional escrigué una carta al xèrif Kyle Kirchmeier demanant-li que investigués l'ús de la força per part de contractistes privats, retirés els bloquejos i interrompés l'ús de material antiavalots per part dels ajuntaments del xèrif del comtat de Morton quan mirava de controlar les protestes per tal de facilitar el dret a protestes pacífiques d'acord amb el dret i els estàndards internacionals. Aquesta carta es va escriure en resposta als guàrdies de seguretat privats que utilitzaven gossos de guàrdia en l'avançament dels manifestants el 3 de setembre, juntament amb l'ús d'esprai de pebre.

## Geografia
El riu Missouri flueix en direcció sud/sud-est resseguint el límit est del comtat de Morton, i el riu Cannonball davalla cap a l'est/nord-est al llarg de la part oriental del límit sud del comtat. El terreny s'inclina generalment cap a l'est i el sud, però també s'inclina cap a les valls fluvials, amb el punt alt prop del punt mitjà de la línia límit nord, a 2,375 ft (724 m) ASL. El comtat té una superfície total de 1,945 milles quadrades (5,040 km2)  , dels quals 1,926 milles quadrades (4,990 km2)   és terra i 19 milles quadrades (49 km2)   (1,0%) és aigua.
Al territori dek ciomtat hi ha les següents àrees protegides : Lake Patricia National Wildlife Refuge, Morton County State Game Management Area, Storm Creek State Game Management Area, Sweet Briar Dam State Game Management Area; i els segünets llacs: Crown Butte Lake, Fish Creek Lake, Harmon Lake, Lake Oahe (part), Lake Patricia, Storm Creek Lake i Sweet Briar Lake.

### Comtats adjacents
- Comtat d'Oliver - nord
- Comtat de Burleigh - nord-est
- Comtat d'Emmons - est
- Comtat de Sioux - sud-est
- Comtat de Grant - sud
- Comtat de Stark - oest
- Comtat de Mercer - nord-oest

### Entitats de població

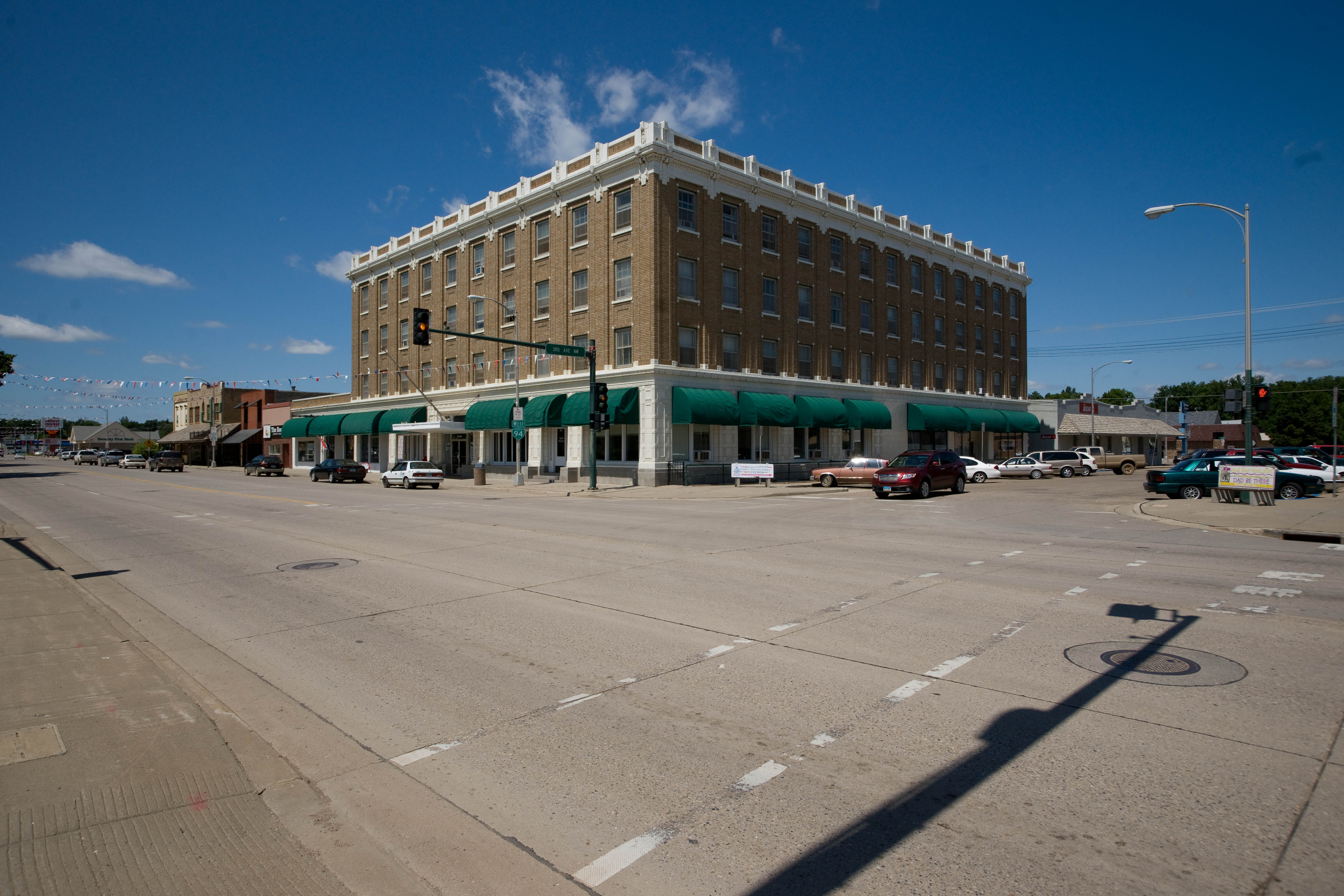
L'històric Lewis and Clark Hotel a Mandan

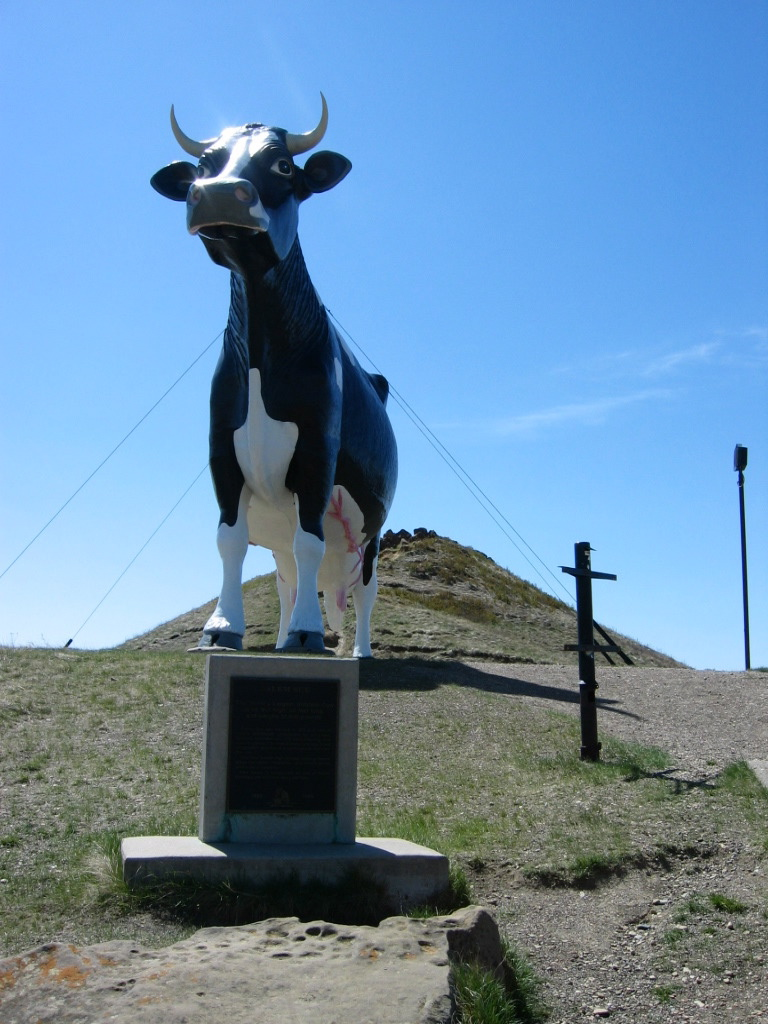
L'escultura Salem Sue, La vaca Holstein més gran del món, a New Salem

Ciutats
- Almont
- Flasher
- Glen Ullin
- Hebron
- Mandan (seu de comtat)
- New Salem

Lloc designat pel cens
- Harmon

Comunitats no incorporades
- Bluegrass
- Breien
- Eagle Nest
- Fallon
- Fort Rice
- Huff
- Judson
- Rock Haven
- St. Anthony
- Sims
- Solen
- Sweet Briar
- Timmer
- Youngstown

Township
- Captain's Landing

## Demografia
En el cens del 2020 al comtat es registraren 33.291 persones, 13.827 llars, 15.107 habitatges i 8.617 famílies resultant una densitat de 17.3 habitants per milla quadrada (6.7/km2).
En el cens del 2010 al comtat es registraren 27.471 persones, 11.289 llars i 7.523 famílies resultant una densitat de 14.3 habitants per milla quadrada (5.5/km2). Hi havia 12.079 habitatges amb una densitat mitjana de 6.3 per milles quadrades (2.4/km2). El perfil racial del comtat era d'un 93,6% de blancs,  un 3,6% d'indis americans, un 0,4% de negres o afroamericans, un 0,2% d'asiàtica, un 0,1% d'illencs del Pacífic, un 0,4% d'altres races i un 1,6% de dues o més races. Els d'origen hispà o llatí representaven l'1,5% de la població.
Dels 11.289 habitatges, en un 30,9% hi vivien menors de 18 anys, en un 53,1% hi vivien parelles casades, en un 9,3% dones solteres, en un 33,4% no eren famílies i en un 27,7% per habitatges. A cada habitatge hi vivien de mitjana 2,38 persones, ascendint a 2,90 en el cas dels habitatges ocupats per famílies. La mitjana d'edat era de 39,3 anys.
La renda mediana d'una llar del comtat era de 50.591 $ i la renda mediana d'una família de 62.713 $. Els homes tenien una renda mediana de 42.044 $ mentre que la de les dones era de 31.505 $. La renda per capita del comtat era de 25.303 $. Un 5,4% de les famílies i el 8,2% de la població estaven per davall del llindar de pobresa, entre aquests el 10,8% dels menors de 18 anys i el 9,6% dels 65 o més.

## Eleccions
Els votants del comtat de Morton mantenen un sòlid suport al partit republicà des de fa dècades a les eleccions presidencials. Entre 1968 i 2024 el comtat només ha donat suport majoritari al candidat demòcrata a la presidència en uns sola ocasió (l'any 1976 amb el tàndem Carter - Mondale).